# Исламская мифология
Исламская мифология, мусульманская мифология — комплекс мифологических представлений, присутствующий в среде мусульман. Ислам представляет собой религию, которая больше затрагивает вопросы общественного порядка и закона, чем религиозных ритуалов или мифов. Ряд традиционных повествований определяются как «исламские мифы», в том числе мифы о сотворении мира и загробной жизни, которые ислам разделяет с другими авраамическими религиями.
Традиционная биография исламского пророка Мухаммеда общепризнана преимущественно исторической по своему характеру, а ислам меньше зависит от мифологии, чем иудаизм и христианство. Каноническое повествование включает в себя два ключевых сверхъестественных события: божественное откровение, в результате которого Аллахом был передан Коран, и исра и мирадж — ночное путешествие пророка Мухаммада в Иерусалим и его вознесение на небеса. Кроме того, исламские писания содержат ряд легендарных повествований о библейских персонажах, которые в некоторых деталях расходятся с еврейскими и христианскими традициями.
Мифологические черты образа Мухаммеда имеют широкое распространение в представлениях народов Ближнего и Среднего Востока, включая рассказы о совершённых им чудесных исцелениях, открытии водных источников, оживлении бесплодных земель и др. Мусульманские мистики сформировали образ пророка как «совершенного человека», который обладал особыми качествами и ближе всех других людей стоял к Аллаху. Культ пророка отразился также в популярном во многих мусульманских странах празднике «рождества пророка».
В ходе развития исламская мифология включила в себя элементы арабской мифологии, представлений этнически различных оседлых жителей оазисов и городов, мифологии этносов Южной Аравии, включая йеменскую мифологию, представления, мотивы и образы в представлениях завоёванных мусульманами этносов Ближнего Востока. Окончательные формы словесности и сюжетов сформировался преимущественно вне Аравии, в социумах, имевших богатые древние письменные традиции письменной культуры и развитую сословно-классовую структуру, включая Сирию, Ирак, Иран, Египет, Испанию. Исламская мифология отрицает языческую мифологию. Арабским историком второй половины VIII — начала IX века Хишамом ибн аль-Калби в «Книге об идолах» приведено большое число свидетельств о стихийном отказе от поклонения языческим божествам, нарушении языческих религиозных запретов. Основообразующим слоем является мифология Корана, где Мухаммедом даётся новое осмысление окружающей действительности. Согласно исламу, Коран вложил в уста Мухаммеда сам Аллах. Преимущественно состав Корана сложился после смерти Мухаммеда, в середине VII века. Исламская мифология в рамках своего историко-культурного контекста является органичной и оригинальной, она находится в одном типологическом ряду с иными мифологиями древности.
Другим основным источником изучения исламской мифологии является исламское священное предание ислама, сунна, которая основана на хадисах, представляющих собой повествования о жизни Мухаммеда, в которые включены также древние мифологические традиции. В исламскую мифологию Средних веков, развивавшуюся на основе Корана, в большом объёме вошли и иные мифологические сюжеты, персонажи и образы из местных мифологий. С VIII века на арабском языке развивались разнообразные области знания, по причине чего исламская мифология оказалась ограничена сферами священной истории, космогонии и эсхатологии. Большое число коранических и послекоранических персонажей с течением времени перешло также в фольклорные и литературные образы.
Существенная роль в развитии исламской мифологии, в особенности начального послекоранического периода, принадлежит первым комментаторам Корана, богословам и странствующим проповедникам и толкователям священного предания, благодаря которым исламскую мифологию обогатили сюжетные материалы, мотивы и образы, восходившие к мифам древней Аравии и Передней Азии. Наиболее известными такими рассказами из священной истории являются произведения отдельного жанра исламской литературы, кисас аль-анбийа, сказания о пророках, которые существенно повлияли на местные мифологические традиции и религиозный фольклор. Странствующие проповедники стали промежуточным звеном для дальнейшего перехода большого числа коранических повествований в притчу, в религиозный фольклор и, в итоге, в этико-дидактические литературные произведения.
Начавшись как реакция на эпоху Просвещения в Европе и угрозу западного колониализма, салафитский реформизм искал более практичную модель для «восстановления уммы», преуменьшая мистические, космические и мифологические аспекты, приписываемые Мухаммеду, одновременно подчеркивая социальную и политическую роль сунны.
Многие приверженцы «Братьев-мусульман» отвергают большинство традиционных исламских мифологических повествований. Сейид Кутб попытался расторгнуть связь между Хидром и Кораном, отвергнув его отождествление с безымянным «рабом Аллаха», упомянутым в 18-й суре Корана «Аль-Кахф». Соответственно, приверженцы кутбистской мысли перестали воспринимать Хидра и соответствующую ему мифологию как связанные с исламом. Учение Сулеймана Ашкара не одобряет многие традиционные материалы, касающиеся ангелов, в том числе тексты классических исламских учёных, которые их использовали, что привело к маргинализации исламской мысли об ангелах, включая имена и истории об их происхождении.